# Combat de Bozoum
Conflit centrafricain
Batailles
- Bouca
- Gaga
- Bouar
- Massacre de Bouar
- Incendie de Camp Bangui
- 1er Massacre de Boali
- 2e Bangui
- Bossangoa
- Opération Sangaris
- Bozoum
- Massacre de Bohong
- Massacre de Bossembélé‎
- Massacre de Bossemptélé
- Massacre de Baoro
- 2e Massacre de Boali
- 1er Grimari
- 2e Grimari
- Boguila
- Batangafo

Le combat de Bozoum se déroule pendant la troisième guerre civile de Centrafrique.

## Déroulement
Le 6 décembre 2013, la ville de Bozoum, peuplée de 20 000 habitants, subit une importante offensive des milices Anti-balaka.
Les combats font 38 morts et provoquent le déplacement de 9 000 personnes, dont 6 000 vers la Mission catholique et 3 000 près de la mosquée.
Les tueries prennent fin le 8 après l'intervention des forces de la Fomac. Les autorités religieuses mènent des opérations de médiation auprès des Seleka et des anti-balaka.
Selon la Croix-Rouge centrafricaine, les affrontements et les massacre livrés du 10 au 13 janvier ont fait 97 morts, 104 blessés et 14 000 déplacés, tandis qu'au moins 912 maisons ont été incendiées.